# بیورن زمپلین
بیورن زمپلین (انگلیسی: Björn Zempelin؛ زادهٔ ۷ فوریهٔ ۲۰۰۰) بازیکن فوتبال اهل آلمان است.